# Documenti contro pagamento
Documenti contro pagamento (in inglese Documents against payment, abbreviato in D/P) è una pratica di pagamento in uso nei pagamenti internazionali.

## Funzione
Documenti contro pagamento consente all'esportatore (principal) di ricevere il pagamento dall'importatore (drawee), grazie all'intermediazione di due banche (remitting Bank e presenting Bank), alla consegna di documenti (generalmente fatture commerciali, documento di trasporto e lista colli). Questa modalità di pagamento è stata regolamentata, in via pattizia, dalle URC 522 dell'ICC (International Chamber of Commerce) di Parigi.
Le stesse norme regolano il D/A Documents against acceptance, che consente di concedere all'importatore una dilazione di pagamento grazie all'utilizzo di una Cambiale tratta (Bill of exchange).